# Светлана Хоркина
Светлана Васиљевна Хоркина (рус. Светлана Васильевна Хоркина; Белгород, 19. јануар 1979) је бивша руска уметничка гимнастичарка.

## Биографија
Такмичила се на Летњим олимпијским играма 1996, Летњим олимпијским играма 2000, и Летњим олимпијским играма 2004. Током своје каријере, Хоркина је освојила седам олимпијских медаља и двадесет медаља на светским првенствима.
Освајала је медаље у свим дисциплинама на Светском првенству у уметничкој гимнастици. Такође је била прва гимнастичарка која је освојила три титуле у вишебоју на светским првенствима и тек друга уметничка гимнастичарка икада, после Нађе Команечи, која је освојила три титуле Европе у вишебоју.
Хоркина се сматра једном од најуспешнијих гимнастичарки свих времена.
На церемонији отварања Зимске Универзијаде 2019. запалила је ватру у знак отварања Универзијаде, заједно са бенди играчем Сергејем Ломановим.
У марту 2022. године, током руске инвазије на Украјину, Хоркина је поставила слику војног симбола 'З' који обично користе руске инвазионе снаге у Украјини, уз коментар: „Кампања за оне који се не стиде што су Руси. Хајде да га ширимо!"
| Година                    | Догађај           | Резултат тима   | Појединачно укупно | Коњ           | Двовисински разбој | Греда         | Партер      |
| ------------------------- | ----------------- | --------------- | ------------------ | ------------- | ------------------ | ------------- | ----------- |
| 1994                      |                   |                 |                    |               |                    |               |             |
| Европско првенство        | Друго место       | Друго место     | Пето место         | Прво место    | Пето место         | Осмо место    |             |
| Игре добре воље           | Прво место        |                 | Треће место        | Прво место    |                    | Пето место    |             |
| Светска првенства         | Треће место       | Девето место    | Друго место        | Друго место   |                    | Осмо место    |             |
| 1995                      |                   |                 |                    |               |                    |               |             |
| Светска првенства         | Четврто место     | Друго место     | Пето место         | Прво место    |                    |               |             |
| 1996                      |                   |                 |                    | Прво место    |                    |               |             |
| Европско првенство        | Друго место       | Шесто место     | Четврто место      | Прво место    |                    |               |             |
| Светска првенства         |                   |                 | Пето место         | Прво место    |                    |               |             |
| Олимпијске игре           | Друго место       | Петнаесто место |                    | Прво место    |                    |               |             |
| 1997                      |                   |                 |                    |               |                    |               |             |
| Светска првенства         | Друго место       | Прво место      | Осмо место         | Прво место    | Друго место        | Друго место   |             |
| 1998                      | Друго место       | Прво место      |                    | Прво место    |                    |               |             |
| Европско првенство        | Друго место       | Прво место      |                    | Прво место    |                    | Прво место    |             |
| Игре добре воље †         |                   | Седмо место     |                    | Прво место    |                    | Седмо место   |             |
| Финале Светског првенства |                   |                 | Пето место         | Друго место   | Четврто место      | Четврто место |             |
| 1999                      |                   |                 |                    |               |                    |               |             |
| Светска првенства         | Друго место       | Ј               |                    | Прво место    |                    | Треће место   |             |
| 2000                      |                   |                 |                    | Прво место    |                    |               |             |
| Европско првенство        | Прво место        | Прво место      |                    | Прво место    | Прво место         |               |             |
| Олимпијске игре           | Друго место       | Десето место    | ВД                 | Прво место    |                    | Друго место   |             |
| 2001                      | Игре добре воље   |                 | Друго место        | Четврто место | Прво место         |               | Друго место |
| 2001                      | Светска првенства | Друго место     | Прво место         | Прво место    | Прво место         |               | Треће место |
| 2002                      |                   |                 |                    |               | Прво место         |               |             |
| Европско првенство        | Прво место        | Прво место      |                    | Друго место   | Прво место         | Пето место    |             |
| Светска првенства         |                   |                 |                    | Седмо место   | Четврто место      |               |             |
| 2003                      |                   |                 |                    |               |                    |               |             |
| Светска првенства         | Шесто место       | Прво место      |                    |               |                    |               |             |
| 2004                      |                   |                 |                    |               |                    |               |             |
| Европско првенство        | Треће место       | Четврто место   |                    | Прво место    | Треће место        | Седмо место   |             |
| Олимпијске игре           | Треће место       | Друго место     |                    | Осмо место    |                    |               |             |